# Lynge
Lynge es una localidad situada en el municipio de Allerød, en la región Capital (Dinamarca), con una población en 2012 de unos 4061 habitantes.
Se encuentra ubicada al noreste de la isla de Selandia, cerca de Copenhague y de la costa del mar Báltico.